# Ralf Bauer

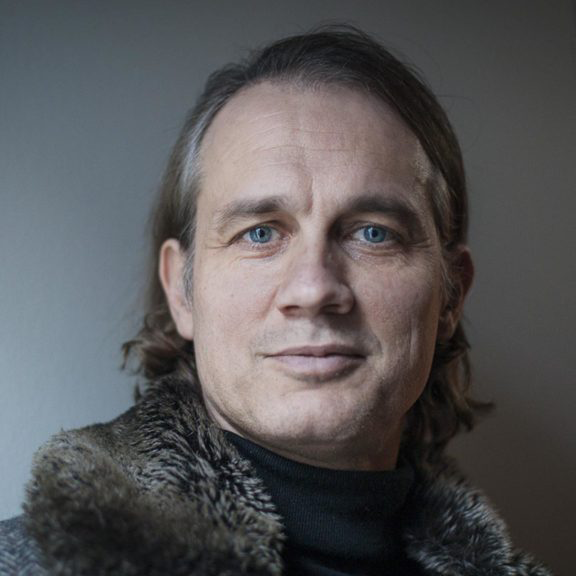
Ralf Bauer, 2021

Ralf Bauer (* 12. September 1966 in Karlsruhe) ist ein deutscher Schauspieler.

## Leben
Von 1988 bis 1990 besuchte er die Stage School of Dance and Drama in Hamburg. Anschließend moderierte er von 1991 bis 1993 die Kindersendung Disney Club zusammen mit Antje Pieper und Stefan Pinnow. Von 1995 bis 1999 war er in einer Hauptrolle der Surfer-Serie Gegen den Wind zu sehen. Bauer gewann 1997 das Goldene Kabel in Bronze als bester Fernseh-Newcomer. Im Jahre 2007 spielte er in den Episoden Friendly Fire und What Lies Beneath der Serie Painkiller Jane, die auf dem amerikanischen SciFi Channel läuft, eine größere Nebenrolle. In den Folgen der englischsprachigen Serie spielt er die Rolle des Dr. Baumgartner, der auch deutsche Sätze zu sagen hat und seine Gestalt in die jeder anderen Person verändern kann.
Zudem veröffentlichte er fünf DVDs über Yoga. 2008 publizierte Ralf Bauer sein Buch Yoga – Unterwegs zu mir über die Philosophie des tibetischen Yoga. Die dazugehörige DVD erschien unter dem Titel Mein Sonnengruß. Sein bekanntestes Zitat daraus ist ein Grundsatz aus der tibetischen Medizin: „Gesundheit versuchen zu erhalten und nicht Krankheit heilen müssen.“
2015 tanzte er zusammen mit Oana Nechiti in der RTL-Tanzshow Let’s Dance, die er nach der siebten Folge krankheitsbedingt verließ.
Vom 27. Juni bis 6. September 2015 war er bei den Karl-May-Spielen in Bad Segeberg an der Seite von Jan Sosniok und Barbara Wussow in der Rolle des Old Firehand zu sehen.
Im Oktober 2019 wurde der Eric-Dean-Hordes-Film Goblin – Das ist echt Troll veröffentlicht. Bauer spielt darin neben Helmut Krauss und Billie Zöckler den Bürgermeister von Baden-Baden.

## Soziales Engagement
Ralf Bauer setzt sich für die Rechte der Tibeter in ihrer Heimat und in den Exilländern ein. Er hat selbst bereits mit buddhistischen Mönchen gelebt und empfindet eine tiefe Verbundenheit mit dem tibetischen Volk. Seit den 90er-Jahren engagiert sich Ralf Bauer für Flüchtlinge. Eines seiner ersten Hilfsprojekte führte ihn mit einem Hilfskonvoi nach Rumänien, wo Decken, Nahrungsmittel, Schuhe, warme Kleidung und Spielsachen an Kinderheime verteilt wurden.
Gemeinsam mit bayerischen Musikern, Kabarettisten und Autoren engagiert sich Bauer seit 2007 im Rahmen der Pflege-Kampagne „ganz jung. ganz alt. ganz ohr“.

## Filmografie (Auswahl)
- 1991–1993: Disney Club (Fernsehsendung)
- 1995–1999: Gegen den Wind (Fernsehserie)
- 1995: Tatort – Bomben für Ehrlicher
- 1996: Rund ums Rote Meer (mehrteilige Reisedokumentation)
- 1996: Workaholic
- 1996: Küsse niemals deinen Chef (Fernsehfilm)
- 1997: Caipiranha
- 1998: Wer liebt, dem wachsen Flügel
- 1998: Drei Tage Angst (Fernsehfilm)
- 1998: Helden und andere Feiglinge
- 1998: Eine Rose für den Maharadscha (Fernsehfilm)
- 1998: Tristan und Isolde – Eine Liebe für die Ewigkeit (Fernsehfilm)
- 1999: In aller Freundschaft (Fernsehserie, 2 Folgen)
- 1999: Zwei Frauen, ein Mann und ein Baby (Fernsehfilm)
- 1999: Die Todesfahrt der MS SeaStar (Fernsehfilm)
- 1999: Die Wüstenrose (Fernsehfilm)
- 2000: Am Ende siegt die Liebe (Fernsehfilm)
- 2000: Models (Fernsehfilm)
- 2000: Tatort – Bittere Mandeln
- 2001: Drehkreuz Airport (Fernsehserie, 12 Folgen)
- 2001: Komponisten auf der Spur – Wolfgang Amadeus Mozart
- 2002: 666 – Traue keinem, mit dem du schläfst!
- 2003: Der alte Affe Angst
- 2003: Das Traumschiff – Südsee
- 2003: Das Traumhotel – Sterne über Thailand
- 2003: Liebe kommt als Untermieter (Fernsehfilm)
- 2003: Rosamunde Pilcher: Wintersonne
- 2004: Utta Danella: Plötzlich ist es Liebe
- 2005: Auf den Spuren der Vergangenheit (Fernsehfilm)
- 2005: Mama und der Millionär (Fernsehfilm)
- 2005: Drei teuflisch starke Frauen (Fernsehfilm)
- 2005–2008: 5 Sterne (Fernsehserie)
- 2007: Drei teuflisch starke Frauen – Eine für alle (Fernsehfilm)
- 2007: Drei teuflisch starke Frauen – Die Zerreißprobe (Fernsehfilm)
- 2007: Painkiller Jane (Fernsehserie, 2 Folgen)
- 2008: Im Tal der wilden Rosen – Gipfel der Liebe (Fernsehfilm)
- 2008: Himmlischer Besuch für Lisa (Fernsehfilm)
- 2008: Kreuzfahrt ins Glück (Fernsehserie, Folge 7)
- 2009: Claudia – Das Mädchen von Kasse 1 (Fernsehfilm)
- 2010: Inga Lindström: Mein falscher Verlobter (Fernsehfilm)
- 2010: Jud Süß – Film ohne Gewissen
- 2011: Inga Lindström: Sommer der Erinnerung (Fernsehfilm)
- 2013: Unknown Heart (Fernsehfilm)
- 2013: The Key (Kurzfilm)
- 2017: Kalt ist die Angst (Fernsehfilm)
- 2017: Katie Fforde – Herzenssache
- 2018: August 96 (Kurzfilm)
- 2019: Trolls World – Voll vertrollt!
- 2019: My Followers (Kurzfilm)
- 2020: SOKO München – Die Hebamme
- 2021: Sem Dhul – Die Wiederkehr
- 2021: Die Bergretter – Klang der Erinnerung[7]
- 2021: Aus die Maus (Fernsehserie, 2 Folgen)
- 2022: Tatort – Warum
- 2025: Die Verräter – Vertraue Niemandem! (Reality-TV-Show)